# Boulevard de la Boissière
Le boulevard de la Boissière est un des axes importants de Montreuil en Seine-Saint-Denis, partagé avec Noisy-le-Sec sur une certaine longueur dans sa partie ouest, puis Rosny-sous-Bois.

## Situation et accès

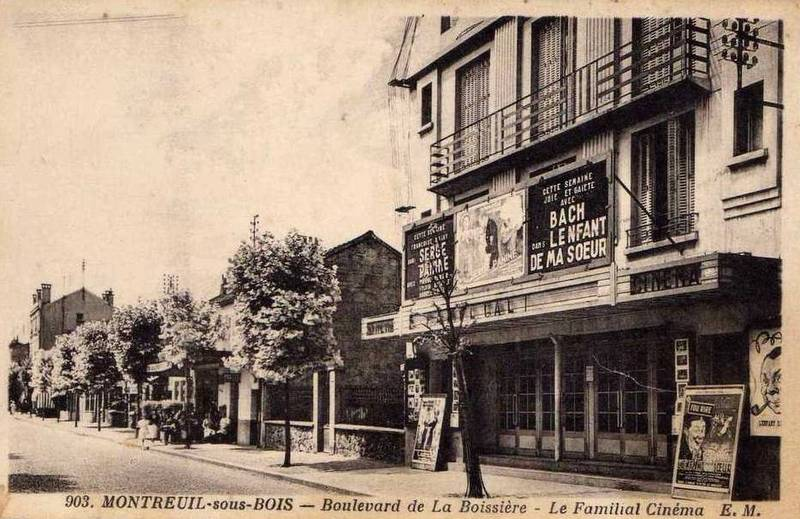
Montreuil-sous-Bois, boulevard de la Boissière, devant le Familial Cinéma.

Le boulevard suit le tracé de la route départementale 41. Commençant à l'ouest, dans l'axe de l'avenue Pierre-Kérautret (anciennement avenue de Brazza), il longe tout d'abord l'hôpital André-Grégoire puis croise la route nationale 302.
Il traverse ensuite le quartier de La Boissière qui lui a donné son nom. Il s'incurve ensuite vers le sud en longeant la ville de Rosny-sous-Bois et se termine au carrefour du boulevard Théophile-Sueur, de la rue de Rosny et de la rue du 4e-Zouaves.
Ce boulevard est desservi depuis juin 2024 par les stations de métro Montreuil - Hôpital et La Dhuys.

## Origine du nom

Plaque du boulevard pour chacune des communes le traversant
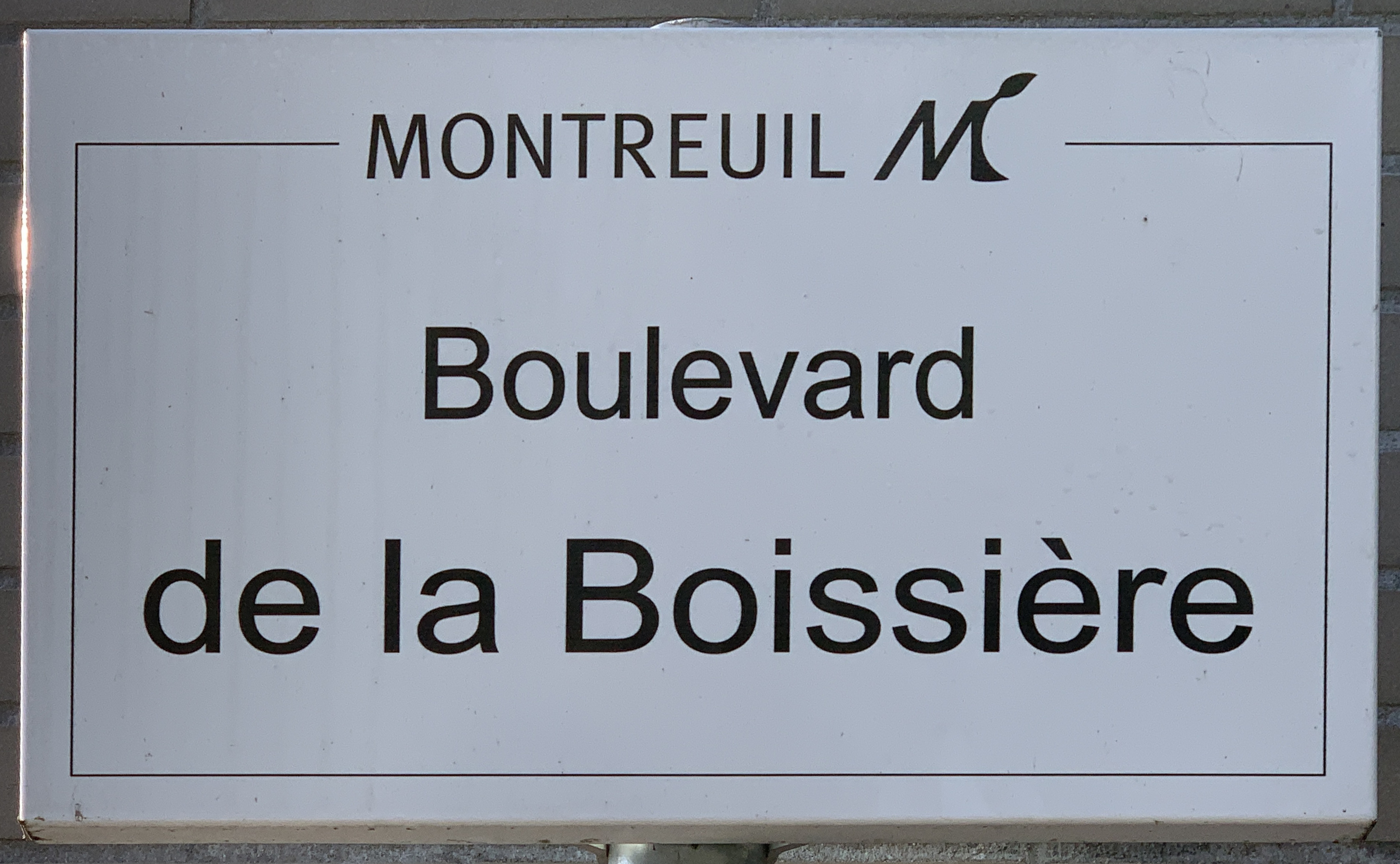
Montreuil
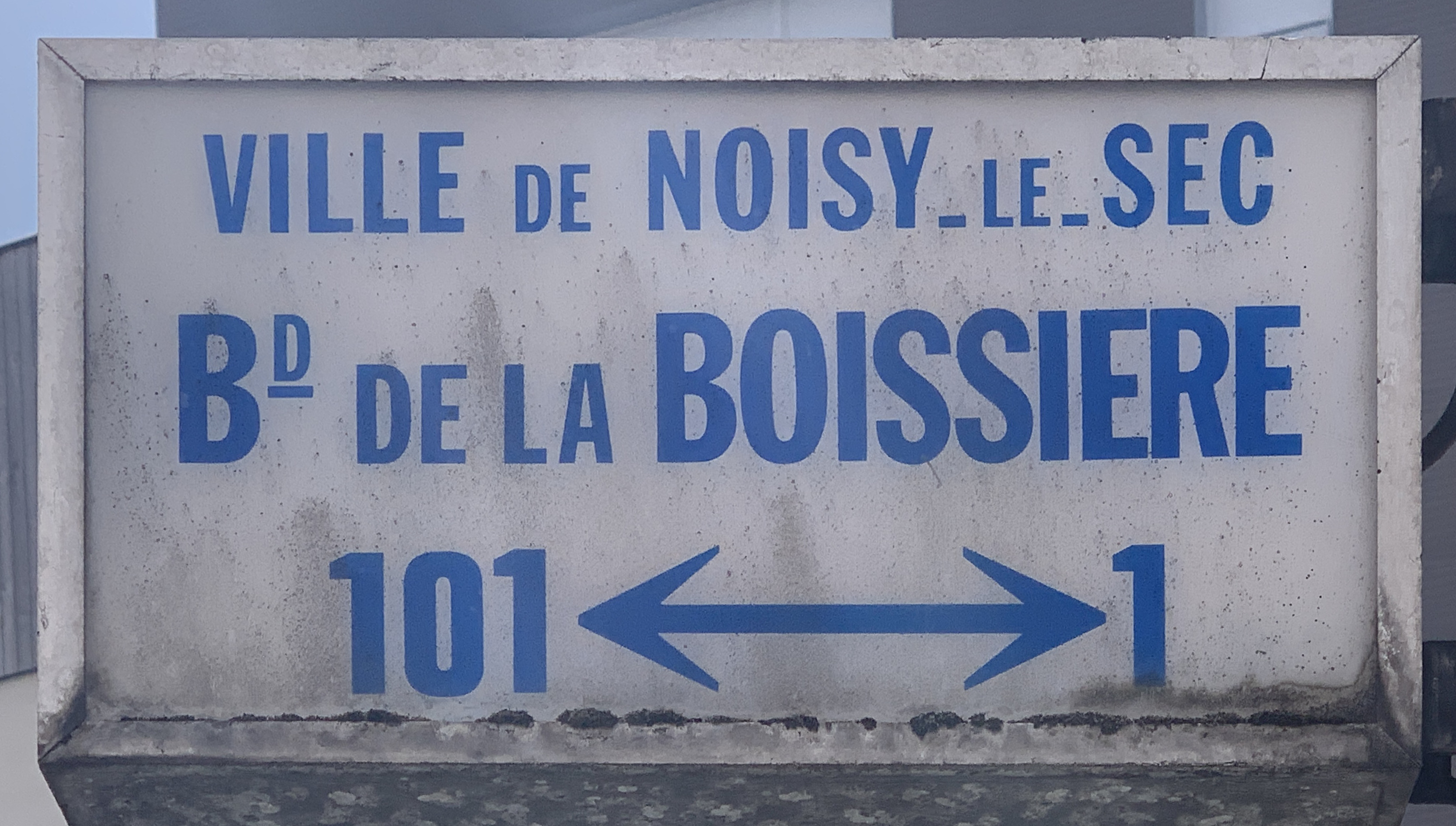
Noisy-le-Sec
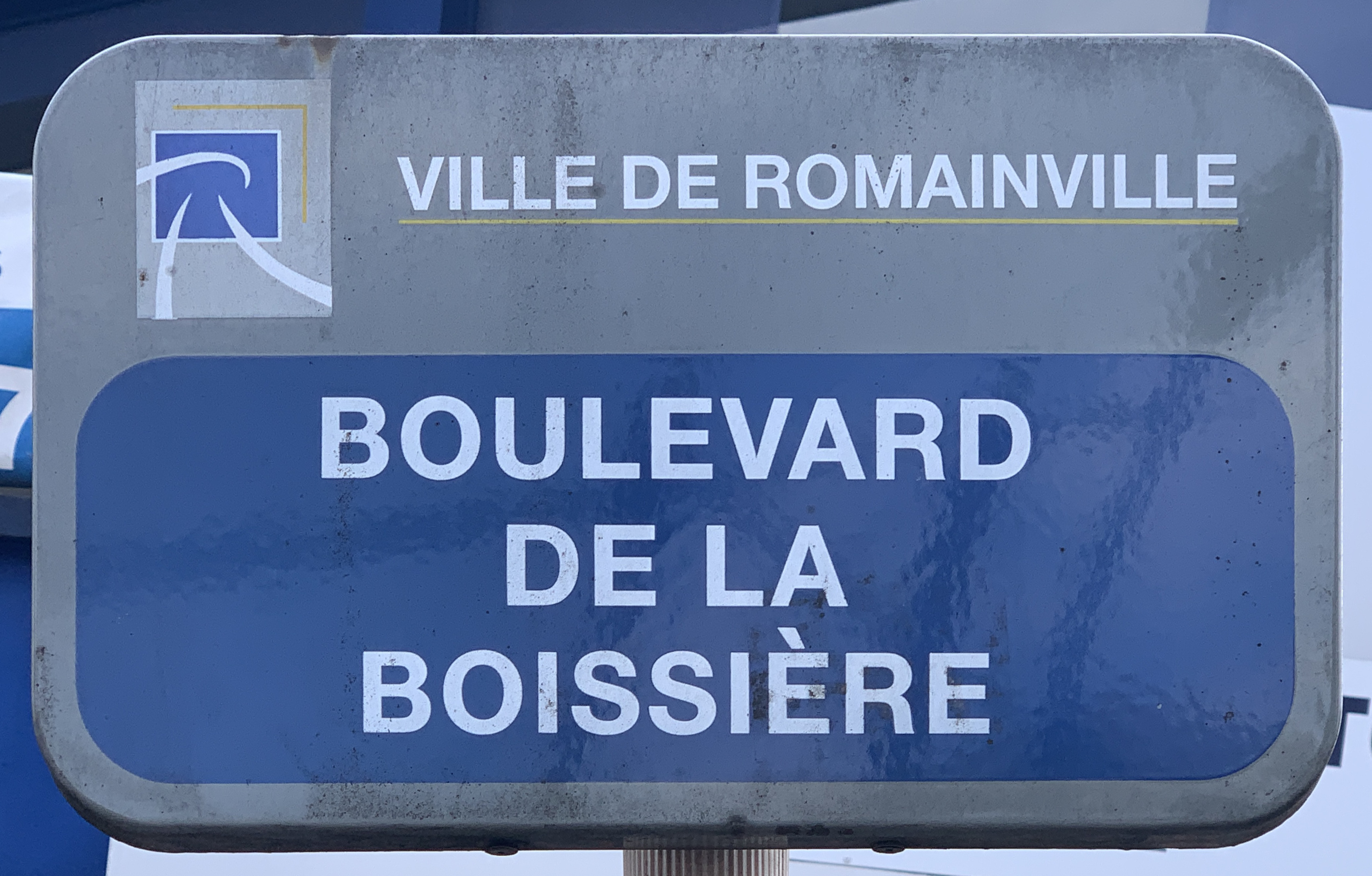
Romainville
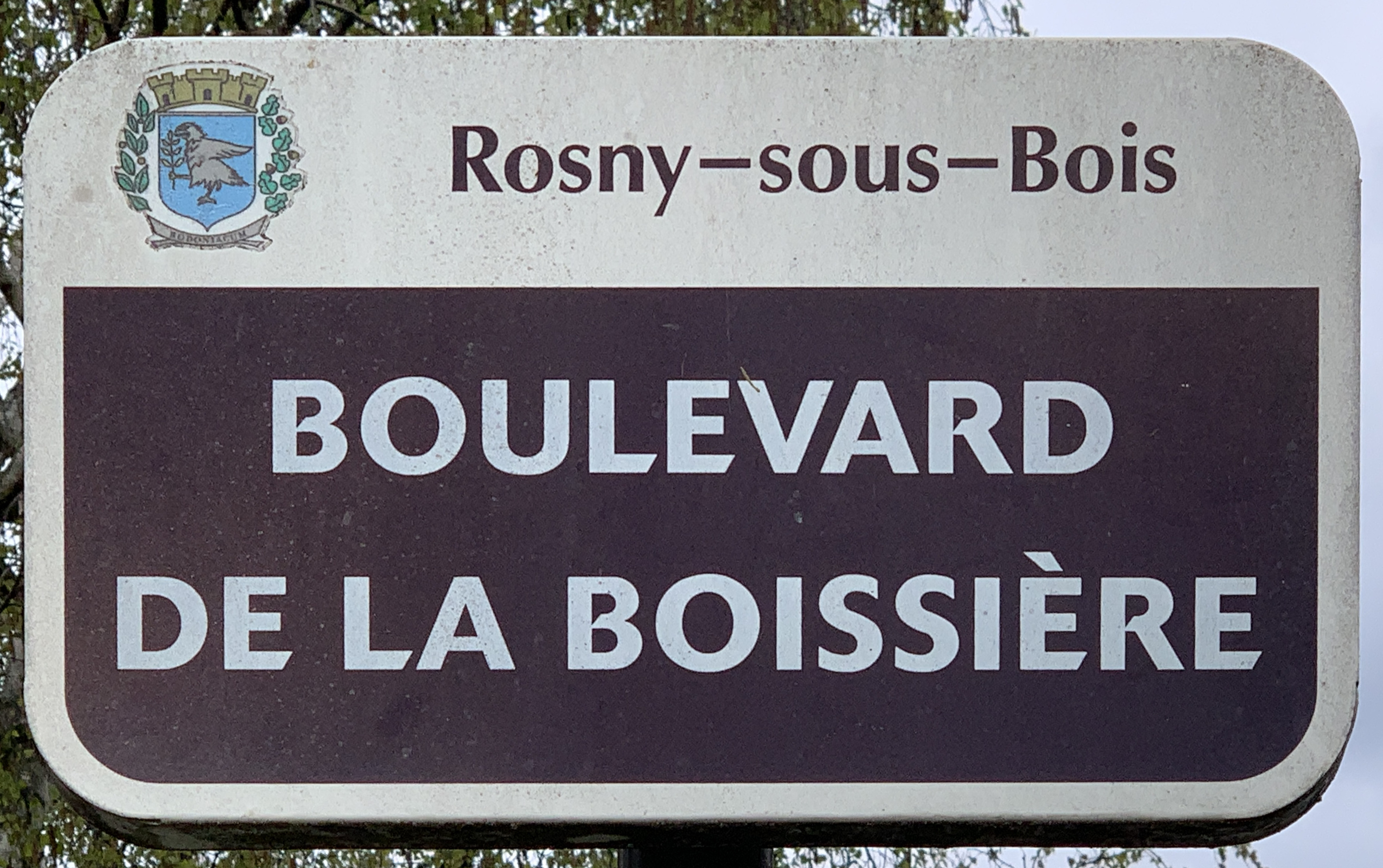
Rosny-sous-Bois

Le boulevard est nommé ainsi en référence à l'ancien fief de la Boissière. Acquis en 1256 par l'abbaye Saint-Antoine, ces terres furent reprises par la maison seigneuriale de Saint-Antoine située à Montreuil. L’abbaye agrandira son domaine de Montreau et le vendra avec la Boissière, vers 1610 à Jacques Chevalier de Monthyon.

## Historique

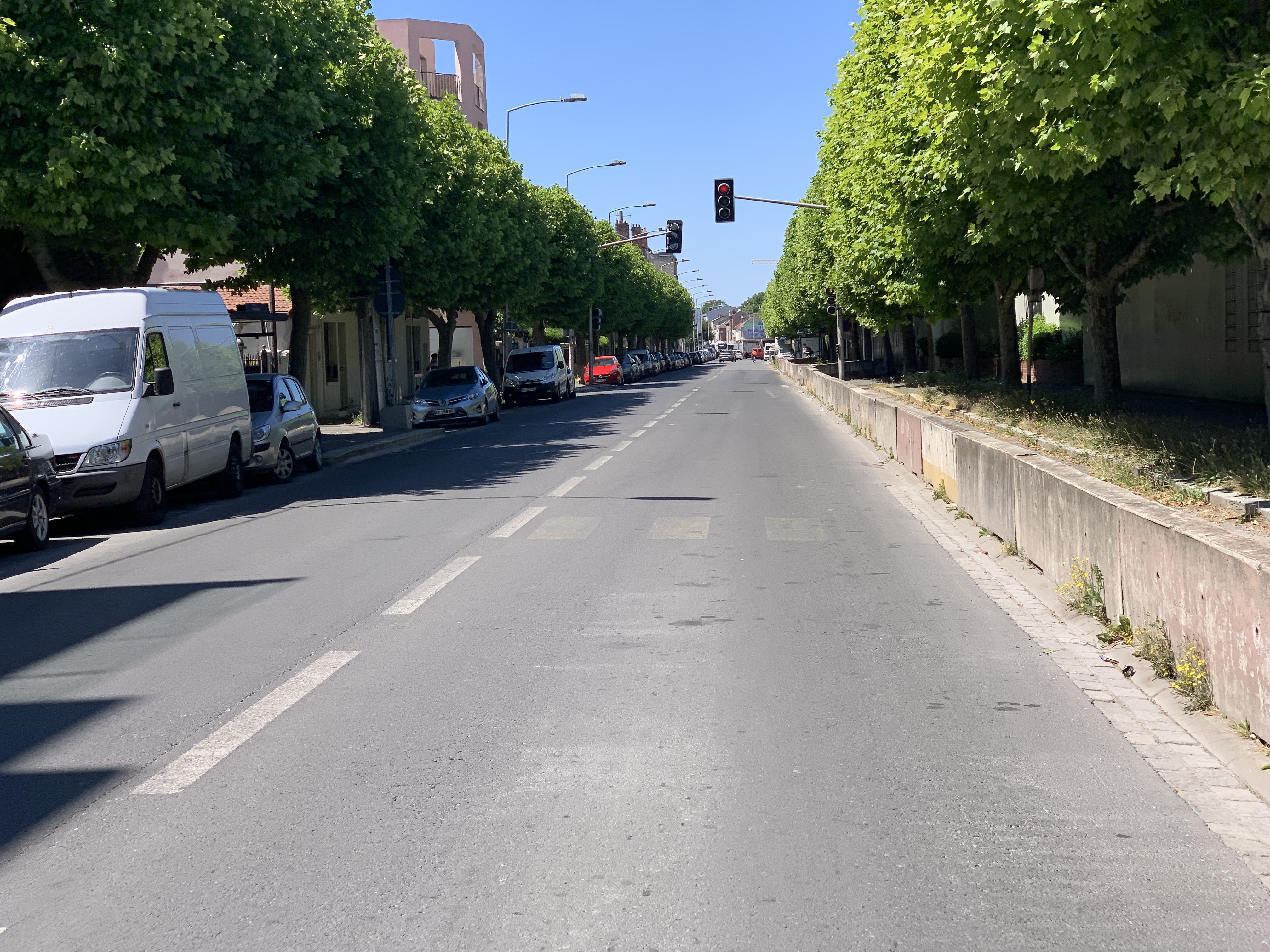
La voie en juin 2020.

La route stratégique créée en 1870, et qui parcourt aussi Noisy-le-Sec, est dénommée « boulevard de la Boissière » le 26 juillet 1900, à la demande de la préfecture.

## Bâtiments remarquables et lieux de mémoire

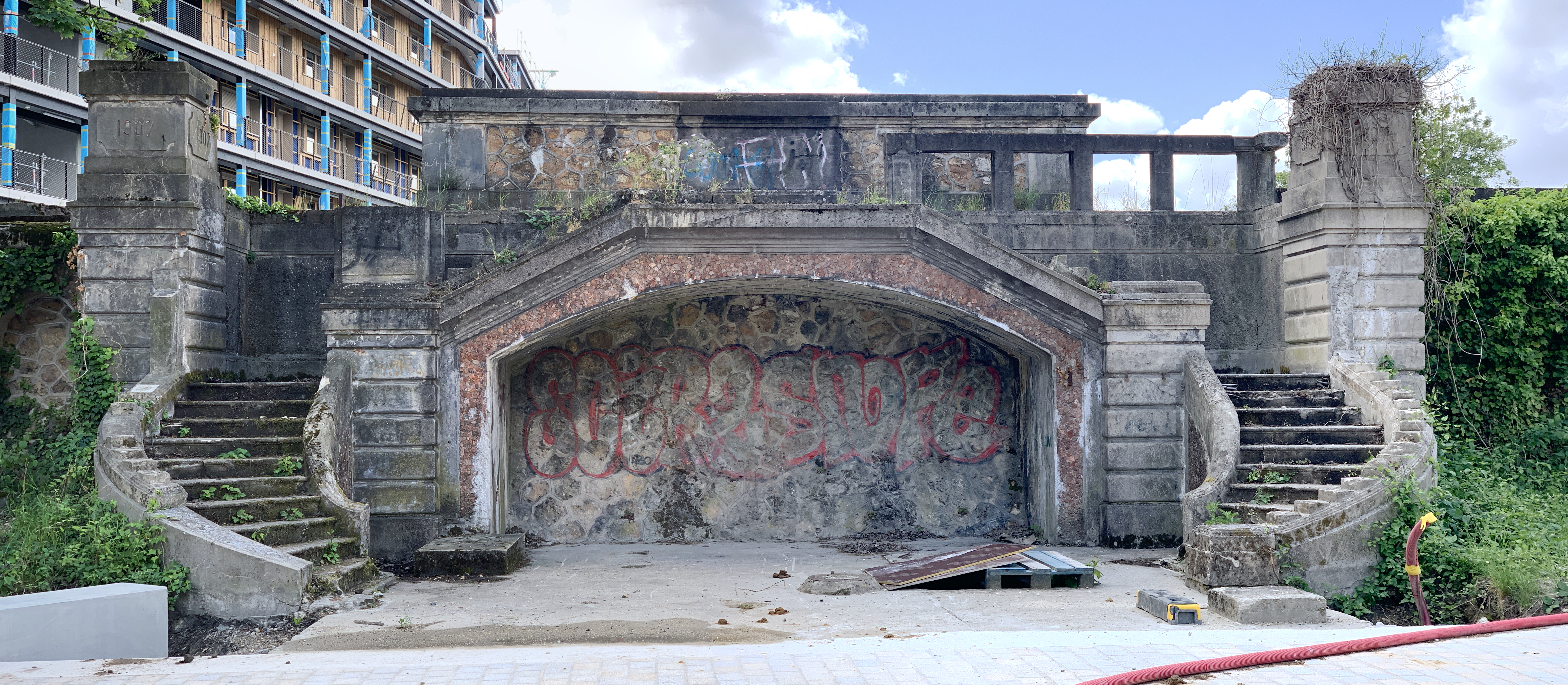
Réservoir de la Boissière.

- Hôpital intercommunal André-Grégoire, au carrefour de la rue des Saules-Clouet.
- Redoute de la Boissière (détruite dans les années 1960).
- Église Saint-Maurice de la Boissière dont le nom a la même origine.
- Réservoir de la Boissière, inscrit à l'inventaire général du patrimoine culturel[5].